# معجب الدوسري
معجب عبد الله محمد عبد الله الدوسري (1922 - 10 أغسطس 1956)، هو أول فنان تشكيلي كويتي وأحد رواد الفن والفنانين في الكويت قديماً، ويُعتبر من أكبر الفنانين في تاريخ الكويت.

## حياته

### الحياة الشخصية
ولد معجب عبد الله الدوسري سنة 1922 وتوفي والده وهو صغير لم يتجاوز العامين سافر مع عمه عبد اللطيف إلى البصرة وعاش في كنف خاله عبد الرحمن الدوسري الذي اشرف على رعايته وتعليمه حيث كان يقيم لإدارة املاك العائلة في بساتين النخيل وبقي معجب في البصرة حتى اتم تعليمه الابتدائي ومنذ هذه المرحلة الدراسية برزت ملامح موهبته حيث تولع واهتم في الرسم وتميز في هذا بين أقرانه، توفي خاله عبد الرحمن الذي رعاه واشرف على استكمال تحصيله العلمي فعاد للكويت وعاش في بيت خاله عبد القادر.
في الكويت كانت دراسته كسائر أبناء جيله الذي التحقوا في ركب التعليم المتوافر في تلك الأيام لذا التحق في الكتاب فدرس في مدرسة الشيخ عبد العزيز حمادة فتعلم القرآن الكريم والقراءة والخط والحساب واللغة الإنجليزية. وبعد تأسيس دائرة المعارف التحق في مدرسة الاحمدية وكان ذلك سنة 1936 وكانت مدرسة الأحمدية تتميز عن غيرها من المدارس التي سبقتها أن العلوم الحديثة قد أدخلت بها وهي اللغة الإنجليزية والجغرافيا والخطابة وغيرها وقد صقلت هذه المراحل السنية والتعليمية ملامح شخصيته في تحقيق هوايته.

### مسيرته الفنية
بدأ مسيرته في وقت مبكر حيث درس الرسم في مدرسته المباركية. وفي عام 1945 بعمر 23 عام سافر إلى مصر وقضى فيها خمسة أعوام ونال على دبلوم في الفنون الزخرفية، وعاد في عام 1950 ثم سافر إلى إنجلترا وقضى فيها عامين حيث التحق بكلية تشيلسي للفنون وأكاديمية ليفربول للفنون.
أطلق معجب أول معرض فني في عام 1943 وشارك في معرضين آخرين في 1951 و1953. وبخلال حياته القصيرة رسم ما يُقارب 300 صورة لمناظر طبيعية. وتم شراء أعماله من قِبل شخصيات بارزة في الكويت بما في ذلك أعضاء الأسرة الحاكمة.
توفي في عام 1956 عن عمر يناهز 34 عام.